# 奉先寺

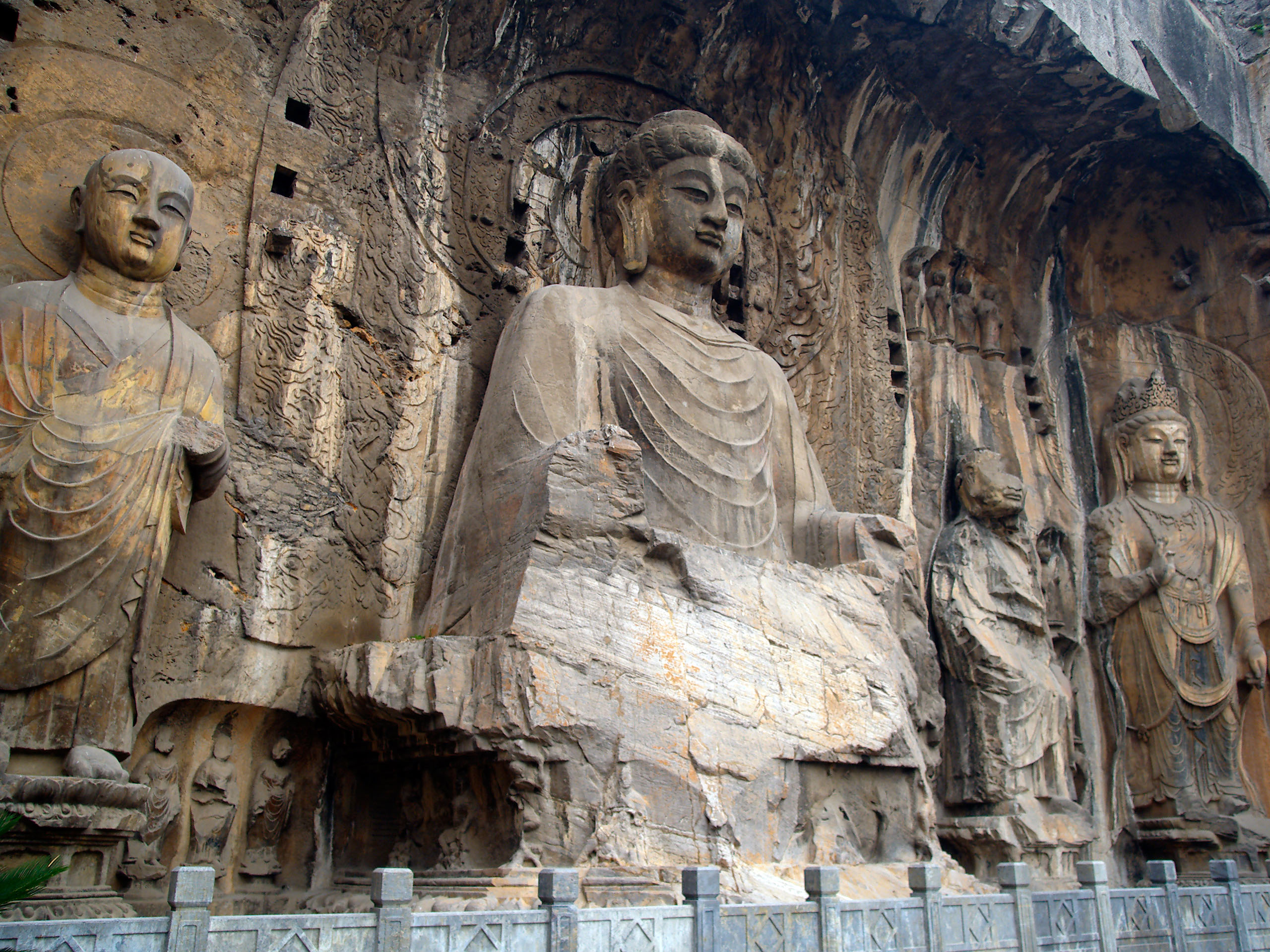
奉先寺卢舍那大佛

奉先寺，俗称九间房，位于河南省洛阳市南郊、伊水东岸龙门山南部半山，依山凿窟，是龙门石窟中規模最大的寺院（露天大龛）。
奉先寺原是龙门石窟的木结构建筑群，后寺毁，但居于寺庙一部分的造像卢舍那大佛石雕像仍矗立于崖壁。奉先寺位于西山南部半山腰间，后代称九间房。奉先寺在开窟造像时，一反常规，不采取全部开凿洞窟的方式，而是依山就势在露天的崖壁上雕造佛像，为一巨型露天窟龛。
卢舍那大佛佛座北側，根据唐玄宗開元十年（722年）補刻的“河洛上都龍門之陽大盧舎那像龕記”碑文記述，大佛龕是唐高宗時創建。
碑記记载，咸亨三年（672年），皇后武氏施助脂粉钱二万貫，上元二年（675年）完工。調露元年（679年），奉勅置大奉先寺于大像龕南，翌年正月，高宗题写寺額牌匾。

## 卢舍那大佛
崖壁上雕出成组的11尊大佛，布局宏伟、构思完整。其中卢舍那大佛肉髻到佛座通高17.14米，头高4米，耳长1.9米，含向背約20米。佛龕東西深38.7米，南北广33.5米。左右金刚立像，高13米。有一种说法认为，奉先寺卢舍那大佛的面貌是根据武皇后的容貌塑造。负责建筑的是中国浄土宗创始人之一善導禅师。奉先寺造像布局为一佛、二弟子、二菩萨、二天王、二力士等九尊大像。主像卢舍那佛是龙门石窟中艺术水平最高、整体设计最严密、规模最大的一处。梵语“卢舍那”即光明普照、光辉普遍之意，即佛的智慧光照一切。这尊佛像神态安详，刻画生动自然。大佛端坐于八角束腰莲花座上，身披袈裟，衣纹简洁清晰而流畅，背光华美而富于装饰性。佛像体态丰润，面容庄严、典雅，螺形发髻，披袈裟。似男性的雄伟和力量，又似女性的慈祥和秀美，头微低，略俯视，视线可与礼拜者仰视的目光相遇，大佛头部略大于正常人的比例。从而为观者近处观看作了巧妙的“视差校正”。